# 딸꾹질 아저씨
딸꾹질 아저씨는 1983년에 이탈툰스 주식회사에서 제작한 TV 애니메이션 시리즈이다.
이 시리즈는 딸꾹질 아저씨의 삶에 중점을 둔다. 모든 에피소드에서 그는 딸꾹질을 멈추려고 시도하지만 항상 실패한다.
대한민국에서는 KBS에서 《열려라 꿈동산》의 한 코너로 방영되었다.